# اوگار
اوگار (به صربی: Ogar) یک منطقهٔ مسکونی در صربستان است که در Pećinci municipality واقع شده‌است. اوگار ۱٬۱۴۳ نفر جمعیت دارد.